# Iglesia de Nuestra Señora de la Asunción (Boada de Roa)
La iglesia de Nuestra Señora de la Asunción es una iglesia parroquial católica románica situada en la localidad burgalesa de Boada de Roa (España). Desde el siglo XVI o XVII está dedicada a la Asunción de la Virgen María, aunque originalmente se denominaba Nuestra Señora de la Antigua.
Se trata de un templo de una sola nave dividida en cuatro tramos. Cuenta con bóvedas con decoración geométrica, lunetos sustentados por arcos fajones y florones centrales. En el interior, de estilo barroco principalmente, dispone de un coro en el fondo del templo, un retablo barroco y una capilla lateral con un retablo del Santo Cristo. Esta capilla del Santo Cristo de Pedrosa fue realizada con aportaciones del Concejo y de la Cofradía de la Vera Cruz, y el permiso para construirla fue dado el 13 de mayo de 1693. El templo fue reformado en 1723. En 1726 se le añadieron altares, imágenes y cuadros. Como autor se baraja el nombre del maestro Juan Félix de Rivas.
Cuenta con una torre campanario.